# James Murray (Lexikograf)

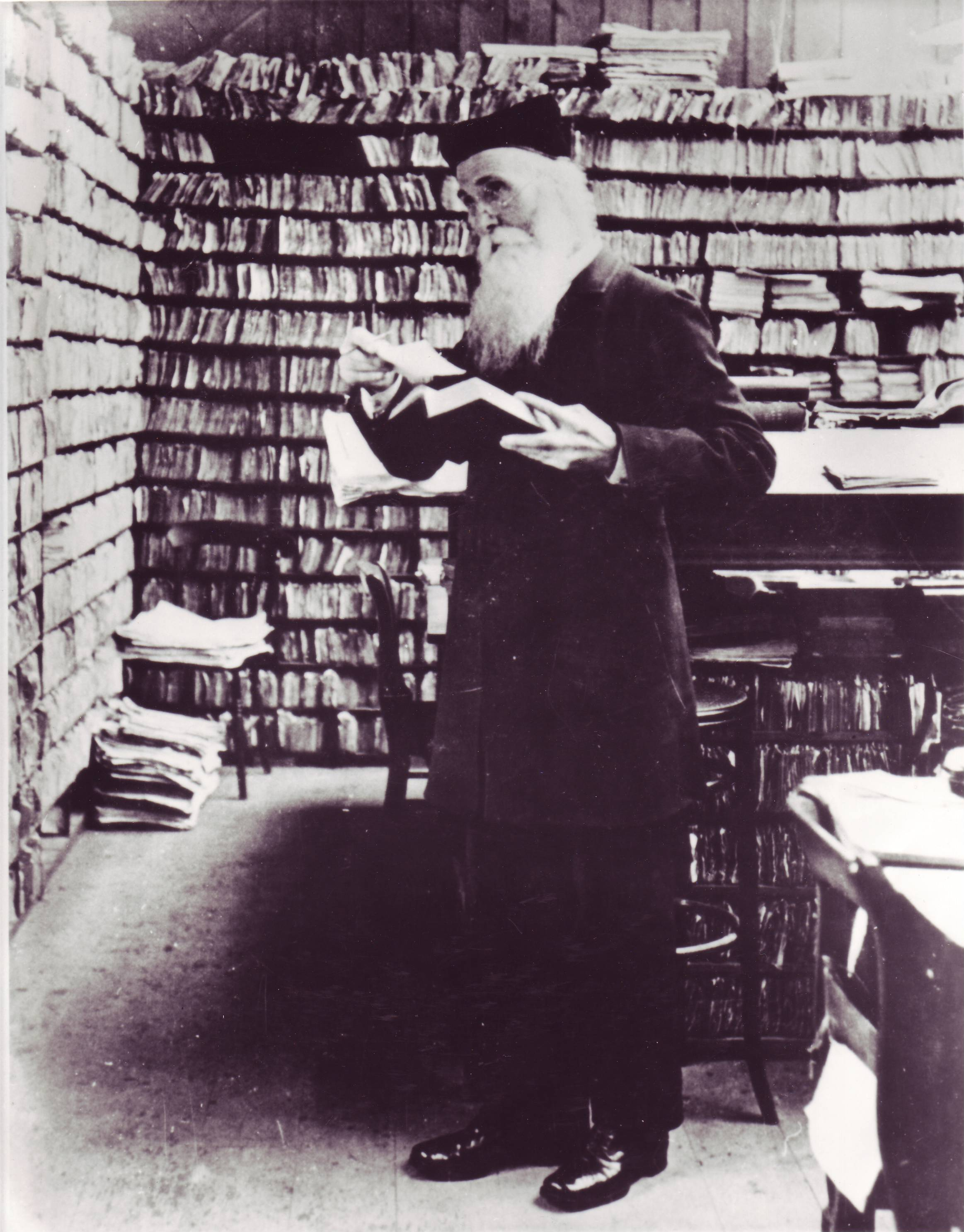
James Murray in seinem Skriptorium in der Banbury Road, 1880er-Jahre.

Sir James Augustus Henry Murray (* 7. Februar 1837 in Denholm, Roxburghshire, Schottland; †  26. Juli 1915 in Oxford) war ein britischer Lexikograf, Philologe und ab 1879 Begründer und ab 1884 bis zu seinem Tod der wichtigste Herausgeber des Oxford English Dictionary.
Der Sohn eines Dorfschneiders aus Hawick war weitgehend Autodidakt. Wie die meisten armen Kinder ging er mit 14 von der Schule ab. Von 1855 bis 1863 war er als Lehrer an der Hawick Grammar School tätig, danach arbeitete er als Bankangestellter, später wieder als Lehrer in London. Mit seiner Frau Ada hatte er elf Kinder, darunter den Schachhistoriker Harold James Ruthven Murray. Neben seiner Berufstätigkeit veröffentlichte er Werke wie den Dialect of the Southern Counties of Scotland (1873) und einen Beitrag zur Geschichte der englischen Sprache in der Encyclopædia Britannica (1878), die ihn als herausragenden Philologen auswiesen und dazu führten, dass ihn die Philological Society im folgenden Jahr als Herausgeber des großangelegten New English Dictionary on Historical Principles engagierte. Im selben Jahr war außerdem Oxford University Press als Verlag gewonnen worden.
Murray veröffentlichte sofort einen Aufruf zur Mitarbeit, der von Buchhändlern ihren Büchern beigelegt wurde. Auf diese Weise wurden Tausende von Mitarbeitern gewonnen, die nach Belegstellen suchten, unter ihnen William C. Minor. 1884 zog Murray nach 78 Banbury Road im Norden Oxfords. Sein Skriptorium, eine Schreibstube aus Wellblech, wo er den größten Teil seines Werks bearbeitete, stand im Garten hinter seinem Haus. Ursprünglich hatte Murray kalkuliert, dass er 33 Stichwörter pro Tag bearbeiten müsse, aber manchmal benötigte er einen dreiviertel Tag für ein einziges Stichwort, wie er klagte.
Murray plante das gesamte New English Dictionary und 1913 gelang es ihm noch, den Buchstaben T abzuschließen. Der erste Teil erschien 1884 (Buchstabenstrecke von A bis ANT) – insgesamt 352 Seiten für einen Preis, der heute etwa einem Euro entspräche. 1908 wurde er für seine Leistung zum Knight Bachelor geschlagen. Murray starb am 26. Juli 1915 an einer Rippenfellentzündung.
Die Fertigstellung des Wörterbuchs in 125 Teilen dauerte insgesamt 70 Jahre und somit viermal so lange wie ursprünglich geplant. Das Gesamtwerk mit 414.825 Lemmata war 1928 abgeschlossen. 1933 wurde bereits ein erster Ergänzungsband notwendig; erst seitdem ist das Werk als Oxford English Dictionary (OED) bekannt.
1902 wurde er zum Mitglied (Fellow) der British Academy gewählt. 1913 wurde Murray als korrespondierendes Mitglied in die Preußische Akademie der Wissenschaften aufgenommen, 1914 in die American Academy of Arts and Sciences gewählt. Neun Universitäten verliehen ihm ihre Ehrendoktorwürde.
2019 wurde mit The Professor and the Madman eine Filmbiographie über Murray veröffentlicht, die wiederum auf dem Buch The Surgeon of Crowthorne basiert. In der Rolle von Murray ist Mel Gibson zu sehen.